# クリスティーナ・フォン・ビューロー
クリスティーナ・フォン・ビューロー（Christina von Bülow、1962年6月27日 - ）は、デンマーク出身のジャズ・ミュージシャンで、サクソフォーンとフルートを演奏する。
ジャズ・ギタリストのフリッツ・フォン・ビューローの娘で、コペンハーゲンのリズミック音楽院で学び、1990年に卒業した。フォン・ビューローは1990年にスタン・ゲッツから個人レッスンを受け、リー・コニッツにも師事しつつ演奏した。1980年代から自身のグループを率いてきた。フォン・ビューローは、ルネ・グスタフソン、ゲオルグ・リーデル、ベルント・ローゼングレン、ヤン・アラン、ホレス・パーランなどの著名なジャズ・ミュージシャンとも共演している。
1994年にJASA（デンマークジャズ評論家協会）賞、2002年にベン・ウェブスター賞、2009年にパレ賞、2013年にベント・イェーディグ賞を受賞した。彼女のレコーディング作品『West of the Moon』と『A Prima Vez』は、デンマーク音楽賞にノミネートされた。

## ディスコグラフィ

### リーダー・アルバム
- West of the Moon (2001年、Music Mecca)
- My Little Brown Book (2007年)
- 『シルエット』 - Silhouette (2012年、Stunt) ※with フレドリク・ルンディン
- The Good Life (2014年、Stunt) ※with ゾレン・クリスチャンセン、イェスパー・ルンゴー
- 『オン・ザ・ブリンク・オブ・ア・ラヴリー・ソング』 - On the Brink of a Lovely Song (2018年、Storyville) ※with パレ・ダニエルソン[3]